# Helminthosporium rhopaloides
Helminthosporium rhopaloides är en svampart som beskrevs av Fresen. 1863. Helminthosporium rhopaloides ingår i släktet Helminthosporium och familjen Massarinaceae.   Inga underarter finns listade i Catalogue of Life.